# It’s Amazing
Az It’s Amazing Jem walesi énekesnő első kislemeze második, Down to Earth című albumáról. A dal a Szex és New York mozifilm egyik betétdala volt, és a Medium című televíziós sorozat 5. szezonjának 89. és 90. epizódjában is hallható volt.

## Számlista
CD kislemez (USA)
1. It’s Amazing

CD kislemez (Európa)
1. It’s Amazing (Radio Edit) – 3:30
2. It’s Amazing (Album version) – 4:00

## Helyezések
| Slágerlista (2009)  | Legmagasabb helyezés |
| ------------------- | -------------------- |
| Német kislemezlista | 77                   |